# Google Foto
Google Foto è un servizio offerto da Google che fornisce una libreria personale per immagazzinare foto e video da un dispositivo o da Google Drive.

## Funzioni
Il servizio dispone di app per i sistemi operativi Android e iOS e di un sito web. Gli utenti eseguono il backup delle proprie foto sul servizio cloud, che diventa accessibile da tutti i loro dispositivi.
Il servizio Foto analizza e organizza le immagini in gruppi e può identificare elementi come spiagge, skyline o "tempesta di neve a Toronto". Dalla finestra di ricerca dell'applicazione, agli utenti vengono mostrate potenziali ricerche per gruppi di foto in tre categorie principali: Persone, Luoghi e Cose. Il servizio analizza le foto alla ricerca di volti simili e le raggruppa nella categoria Persone. Può anche tracciare i volti man mano che invecchiano. La categoria Luoghi utilizza dati di geolocalizzazione, ma può anche determinare la posizione nelle foto più vecchie analizzando i principali punti di riferimento (ad esempio, foto contenenti la Torre Eiffel).

### Ricerca
Ha una funzione di ricerca foto molto avanzata che consente di dividere le foto in base ai luoghi, alle persone e agli oggetti che sono presenti nell'immagine.
La funzione di riconoscimento facciale viene ora usata anche per avere dei suggerimenti durante la condivisione.

### Memorizzazione

Logo dal 2015 al 2020

Le foto vengono caricate sul web grazie all'applicazione per dispositivi mobili disponibile su Google Play Store e Apple App Store "Foto" e da PC con "Backup automatico", inoltre le foto vengono caricate con Picasa uploader e da Drive. Lo spazio di archiviazione è stato gratuito e illimitato per le foto caricate in alta qualità fino al 1º giugno 2021, d’allora si deve pagare un abbonamento con costi da 1,99 euro al mese (o 19,99 euro all'anno) per 100 GB aggiuntivi fino ad arrivare al piano più costoso da 9,99 euro al mese (o 99,99 euro all'anno) con 2 TB di spazio.

### Creazioni
Google Foto dà la possibilità all'utente di creare animazioni, storie, video e collage con le foto già caricate.
Dalle impostazioni è possibile attivare la possibilità che siano creati automaticamente delle foto modificate con effetti, animazioni, video e collage.

### Modifica delle foto
Inizialmente aveva un editor relativamente semplice con alcune funzioni base. Successivamente è stato modificato completamente e non è più compatibile con le modifiche fatte con l'editor precedente.

## Storia
Google Foto è il successore di Picasa. Per un certo periodo in Google+, infatti, c'è stata la funzione "Album", per sincronizzare Picasa e Google+.

## Crescita
Nell'ottobre 2015, cinque mesi dopo il lancio del servizio, Google annunciò che Google Foto aveva 100 milioni di utenti, che avevano caricato 3,72 petabyte di foto e video.
Nel maggio 2016, un anno dopo il lancio di Google Foto, Google annunciò che il servizio aveva oltre 200 milioni di utenti attivi mensilmente. Altre statistiche rivelate riguardavano il caricamento di almeno 13,7 petabyte di foto/video, l'applicazione di 2 trilioni di etichette (di cui 24 miliardi di selfie) e la creazione di 1,6 miliardi di animazioni, collage ed effetti basati sui contenuti degli utenti.